# Teodoro de Amásia
Teodoro de Amásia ou Teodoro de Amaseia (em grego: Θεόδωρος; romaniz.: Theódoros; em latim: Theodorus) é um dos dois santos de mesmo nome e que são venerados como santos guerreiros e grandes mártires pela Igreja Ortodoxa. No cristianismo ocidental, ele é geralmente chamado de "Teodoro de Amásia" (ou Amaseia), uma referência à cidade no Ponto onde ele sofreu o martírio. Já no cristianismo oriental, ele é conhecido como Teodoro Tiro — uma referência à palavra "tiro", do latim clássico, que significa "recentemente alistado" ou "recruta" — ou Teodoro, o Recruta. Outra versão, da Enciclopédia Católica, afirma que ele não era um recruta e era chamado de "Tyro" por ter servido na coorte dos Tiranos.
O outro é São Teodoro Estratelata, conhecido também como "Teodoro de Heracleia", mas é possível que os dois sejam o mesmo santo. Quando o epíteto é omitido, a referência é geralmente para Teodoro de Amásia.

## Vida e martírio

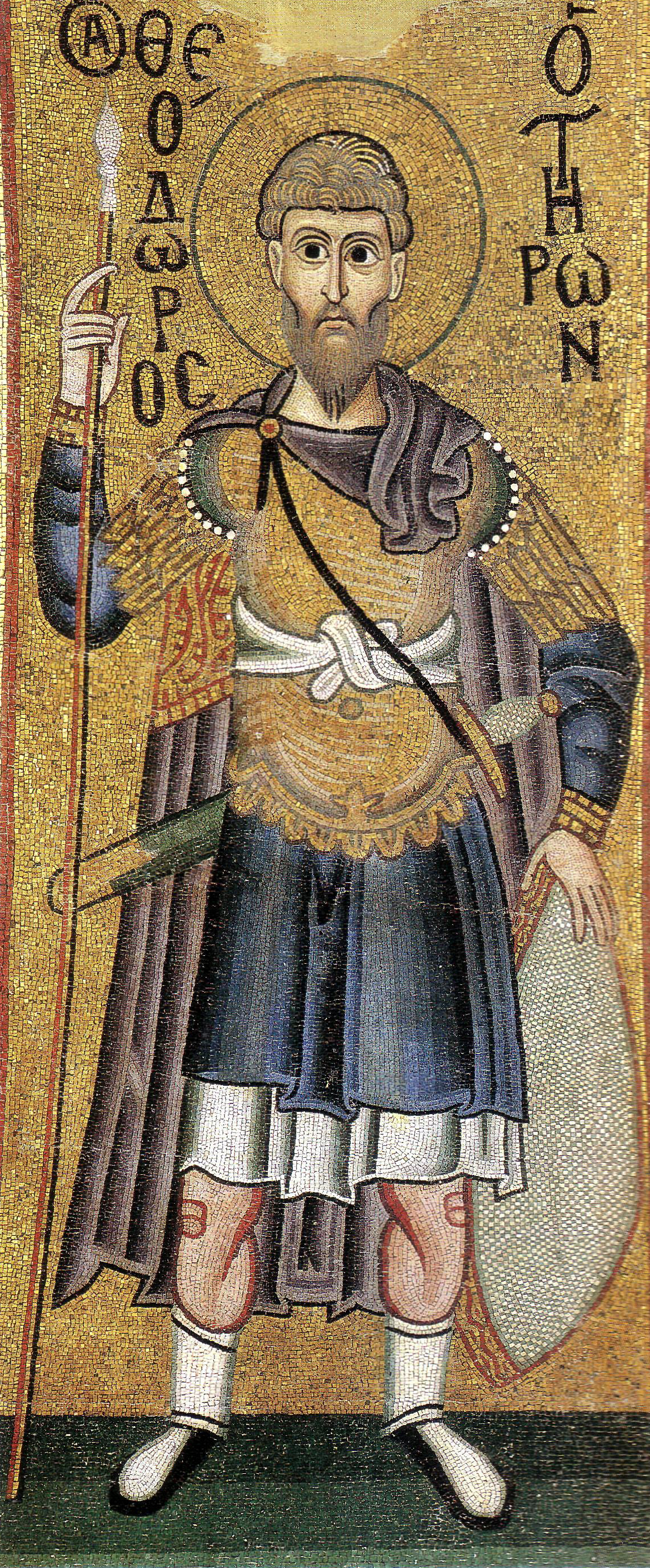
Mosaico de São Teodoro no Mosteiro de São Lucas, em Grécia.

Nada confiável se sabe sobre São Teodoro, exceto que ele foi martirizado no início do século IV (em 306 para este Teodoro e 319 para Teodoro Estratelata). As histórias sobre sua vida e martírio são todas lendárias.
Segundo elas, Teodoro era um recruta servindo no exército romano em Amásia, na província de Amásia, na Turquia, a cerca de 50 quilômetros ao sul da costa do Mar Negro em Sinope. Quando ele se recusou a se juntar aos colegas nos ritos pagãos de adoração, foi preso, mas, talvez por causa de sua pouca idade, acabou sendo libertado com uma advertência. Porém, ele protestou novamente contra o paganismo ateando fogo ao templo de Cibele em Amásia. Desta vez acabou sendo condenado à morte e, depois de muita tortura, foi executado ao ser atirado vivo numa fornalha.
Conta-se que seus restos foram obtidos por uma mulher de Eusébia e enterrados em Euceta, onde ele teria nascido. Uma antiga cidade bizantina que não existe mais, acredita-se que corresponda à moderna Avkhat, que fica a cerca de 50 quilômetros de Amásia. Um templo teria sido erguido no local, que passou a atrair peregrinos.
Gregório de Níssa pregou em sua homenagem em seu santuário no final do século IV e esta é a mais antiga fonte de informações sobre Teodoro. São Gregório não disse nada sobre São Teodoro além da lenda básica já relatada, mas contou como ele influenciava a vida de seus fiéis e menciona especificamente que ele ajudava nas batalhas, um dos atributos mais importantes de São Teodoro.
Adições posteriores à história, entre os séculos VIII e X, relatam que um dragão estava aterrorizando a região de Amásia e que foi derrotado por São Teodoro com a ajuda de uma cruz. Amásia ficava na época em uma região vulnerável a ataques de invasores em marcha, contra quem dizia-se que santo intervinha. O santuário continuou a ser visitado até cerca de 1100, quando a região toda foi ocupada pelos muçulmanos.

## Veneração
São Teodoro se tornou especialmente importante para a Igreja Ortodoxa, por onde seu culto se espalhou e se popularizou. A primeira igreja dedicada a ele em Constantinopla foi construída em 452 e ele chegou a ter quinze delas na cidade. Teodoro era famoso também na Síria, Palestina e Ásia Menor, com muitas igrejas dedicadas a ele.
Na Itália, São Teodoro aparece num mosaico na abside de Santi Cosma e Damiano, em Roma, de cerca de 530, e, no século seguinte, ele tinha sua própria igreja, em formato circular, no Palatino, que foi cedida aos cristãos ortodoxos pelo papa João Paulo II em 2000 e re-inaugurada em 2004.
Ele jamais foi popular no resto da Europa ocidental ao norte da Itália. Uma exceção é a Catedral de Chartres, na França, que ostenta um vitral com uma série de 38 painéis celebrando a vida de São Teodoro, do século XIII.

### São Teodoro e Veneza

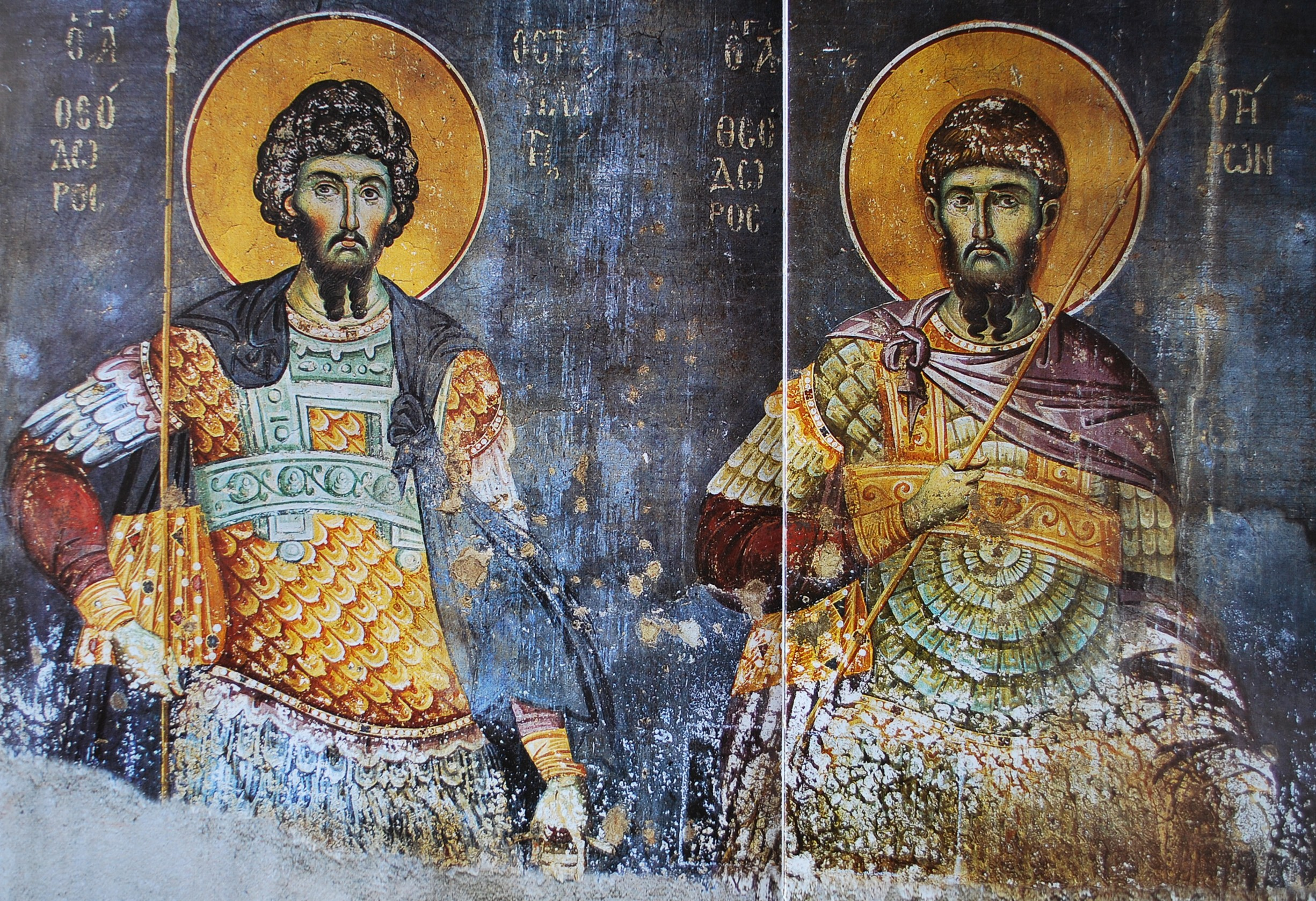
São Teodoro Tiro de Amásia e São Teodoro Estratelata de Heracleia num afresco em Monte Atos.

São Teodoro era o padroeiro de Veneza antes que as relíquias de São Marcos fossem, de acordo com a tradição, levadas para a cidade em 828. A capela do doge era dedicada a ele até o século IX, quando a cidade, desejando se livrar da influência do Império Bizantino, foi re-dedicada a São Marcos.
Há dúvidas sobre se este padroeiro era São Teodoro de Amaseia ou São Teodoro Estratelata, mas Otto Demus, em sua obra autoritativa "The Church of San Marco in Venice" (196), afirma positivamente que era São Teodoro Estratelata de Heracleia, uma conclusão apoiada por Fenlon. Porém, em seu livro "Mosaics of San Marco" (1984), Demus lembra que nenhum dos mosaicos do século XII de São Teodoro revelam mais do que seu nome e sugere que ele pode ter se tornado o padroeiro antes que as histórias dos santos se separassem e nenhum deles o mostra em uniformes militares.
A nova Basílica de São Marcos foi construída entre a antiga capela de São Teodoro e o Palácio do Doge. Quando este foi ampliado e reconstruído no final do século XI, a capela desapareceu. Atualmente há uma pequena capela dedicada a São Teodoro atrás de São Marcos, mas ela só foi construída em 1486 (e foi ocupada anos depois pela Inquisição em Veneza).
As duas colunas bizantinas na Piazzetta em Veneza foram erigidas depois de 1172. A oriental mostra um estranho animal representando o leão alado de São Marcos. A estátua de São Teodoro está na ocidental desde 1372, mas o que se vê hoje não é a estátua original e sim um compósito criado a partir de diversos fragmentos, alguns antigos, incluindo um crocodilo representando o dragão, colocado lá na segunda metade do século XV.
Supostas relíquias de São Teodoro foram levadas de Mesembria por um almirante veneziano em 1257 e, depois de ficarem numa igreja veneziana em Constantinopla, foram levadas para Veneza em 1267. Atualmente estão na igreja de San Salvatore.

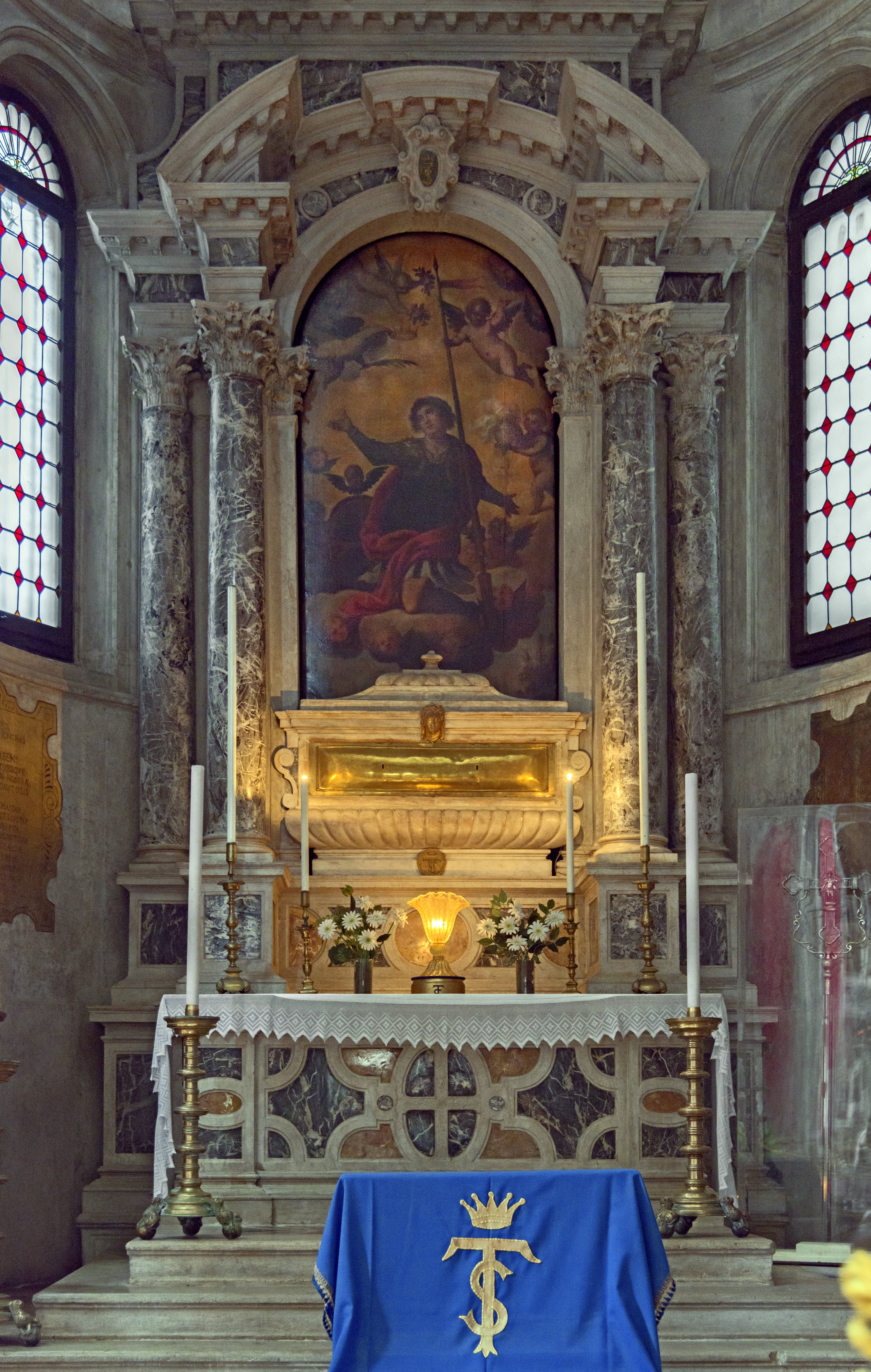
Seu túmulo em Veneza.
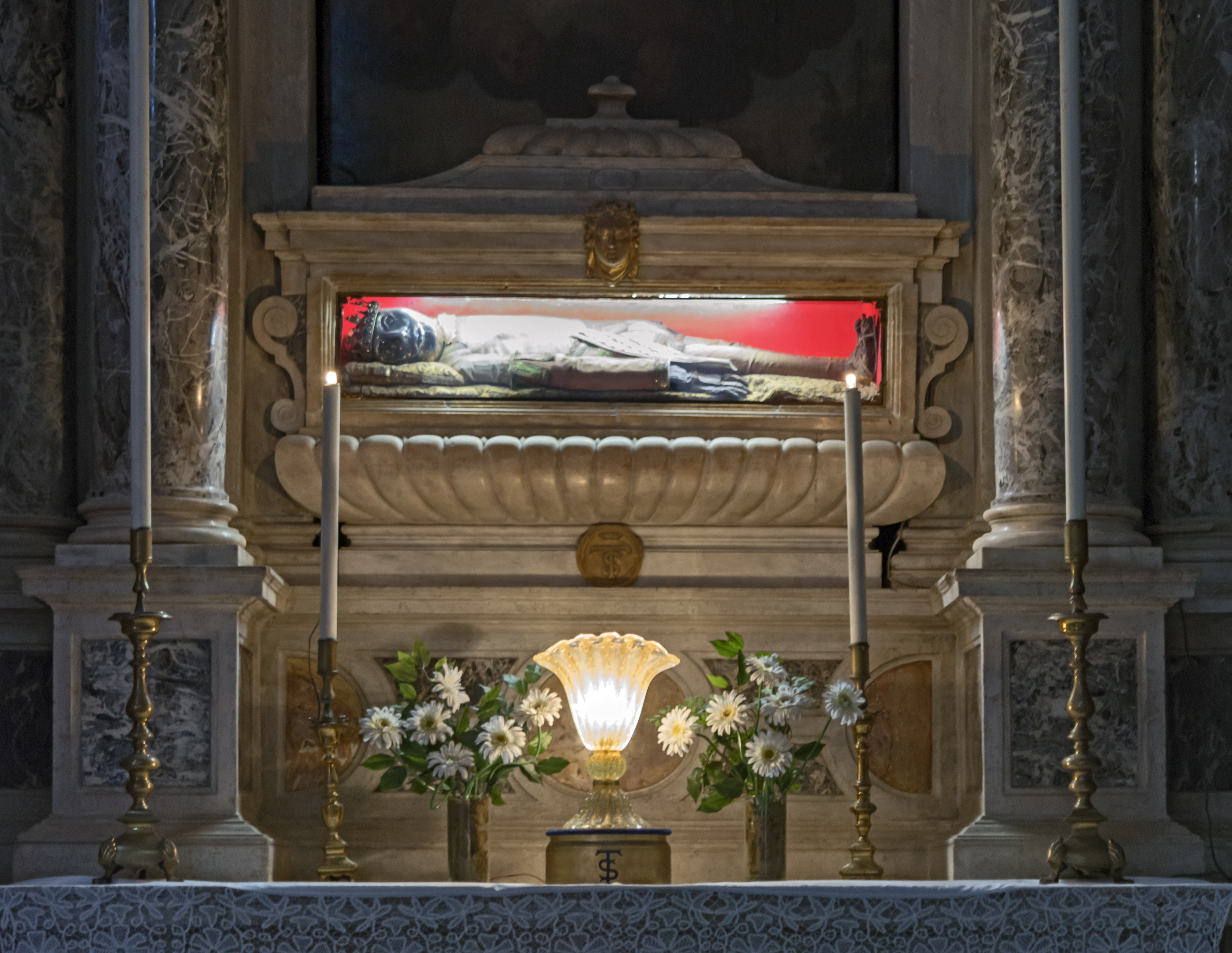
Teodoro de Amásia
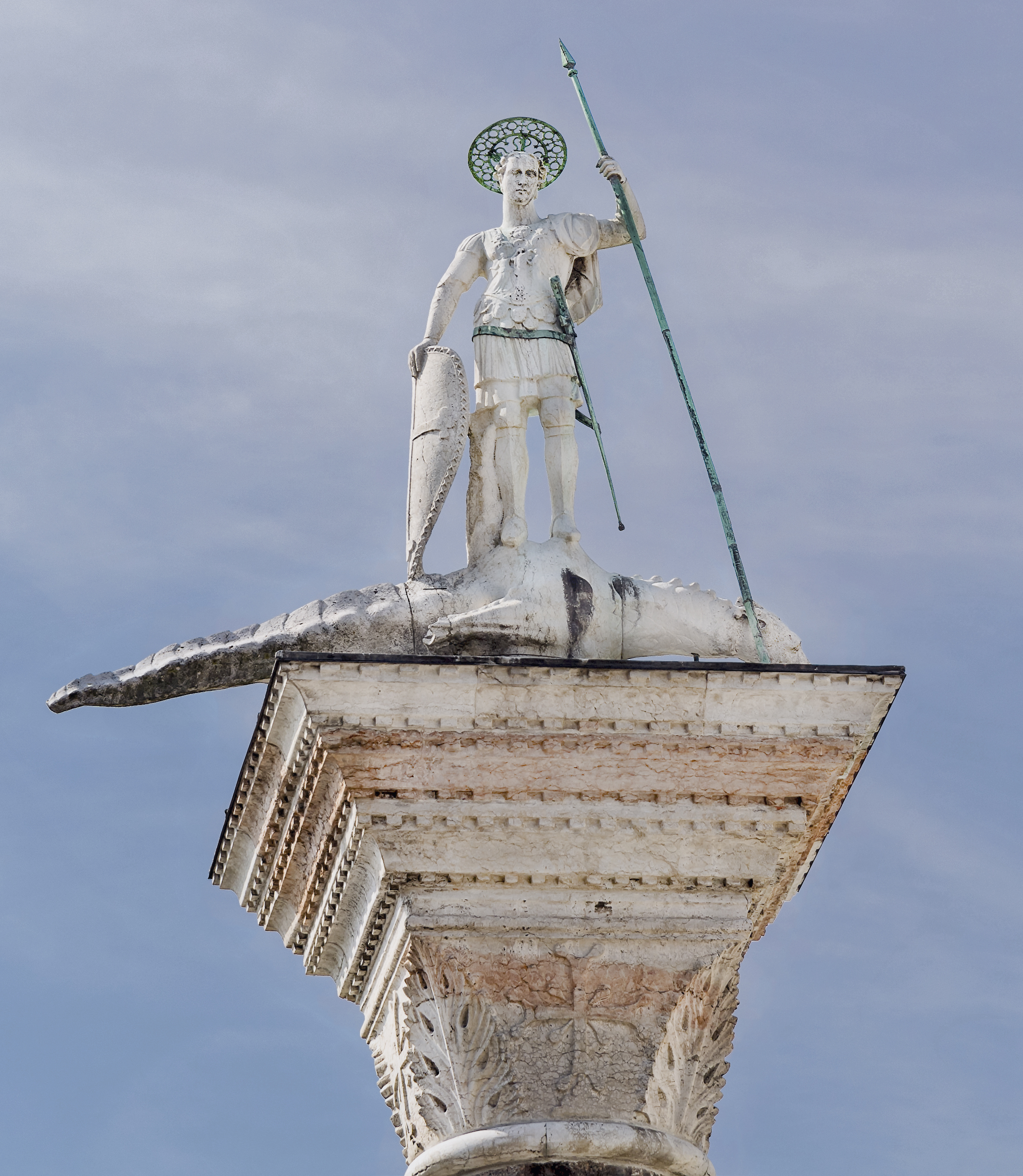
Estátua na Piazzeta em Veneza.

## Os dois santos Teodoro

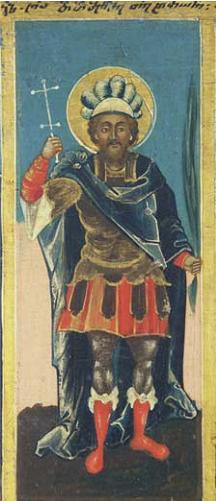
Ícone da Geórgia.

Diversas lendas conflitivas entre si se desenvolveram sobre a vida e martírio de São Teodoro que, para tentar dar alguma consistência às histórias, passou-se a assumir que deve ter havido dois santos diferentes: São Teodoro Tiro de Amásia e São Teodoro Estratelata de Heracleia.
Há ainda muita confusão sobre os dois e os dois aparecem nas fontes como tendo tido um santuário em Euceta, no Ponto, que provavelmente existia na época que as duas histórias ainda não haviam se separado. Segundo alguns autores, o santuário de Estratelata era em Eucaneia, um lugar diferente e Walter demonstrou que Hippolyte Delehaye se enganou quando achou que eram o mesmo lugar. No século IX as histórias já haviam se separado, mas atualmente, pelo menos no ocidente, aceita-se que existiu de fato apenas um São Teodoro Delehaye escreveu em 1909 que a existência do segundo Teodoro não foi estabelecida historicamente e Walter, em 2003, afirma que "Estratelata é certamente uma ficção".

## Iconografia e festas
Em mosaicos e ícones, São Teodoro geralmente aparece em uniformes militares do século VI, mas também, às vezes, em roupas da corte. Quando a cavalo, está sempre de uniforme, possivelmente lanceando um dragão, e geralmente acompanhado por São Jorge. Tanto ele quanto Teodoro Estratelata aparecem com cabelos negros e barbas pontudas (geralmente um apontando para o outro).
Na Igreja Ortodoxa, São Teodoro é celebrado em 8 de fevereiro ou em 17 de fevereiro ou ainda no primeiro sábado da Grande Quaresma. Na igreja ocidental, sua data é 9 de novembro, mas, depois do Concílio Vaticano II, sua celebração é apenas local.
As relíquias de São Teodoro estão espalhadas pelo mundo todo. No século XII, seu corpo teria sido supostamente transferido para Brindisi e ele é celebrado como padroeiro da cidade; sua cabeça estaria em Gaeta.
Seu encontro com um dragão foi depois transferido para São Jorge, mais popular.

## Sábado de São Teodoro

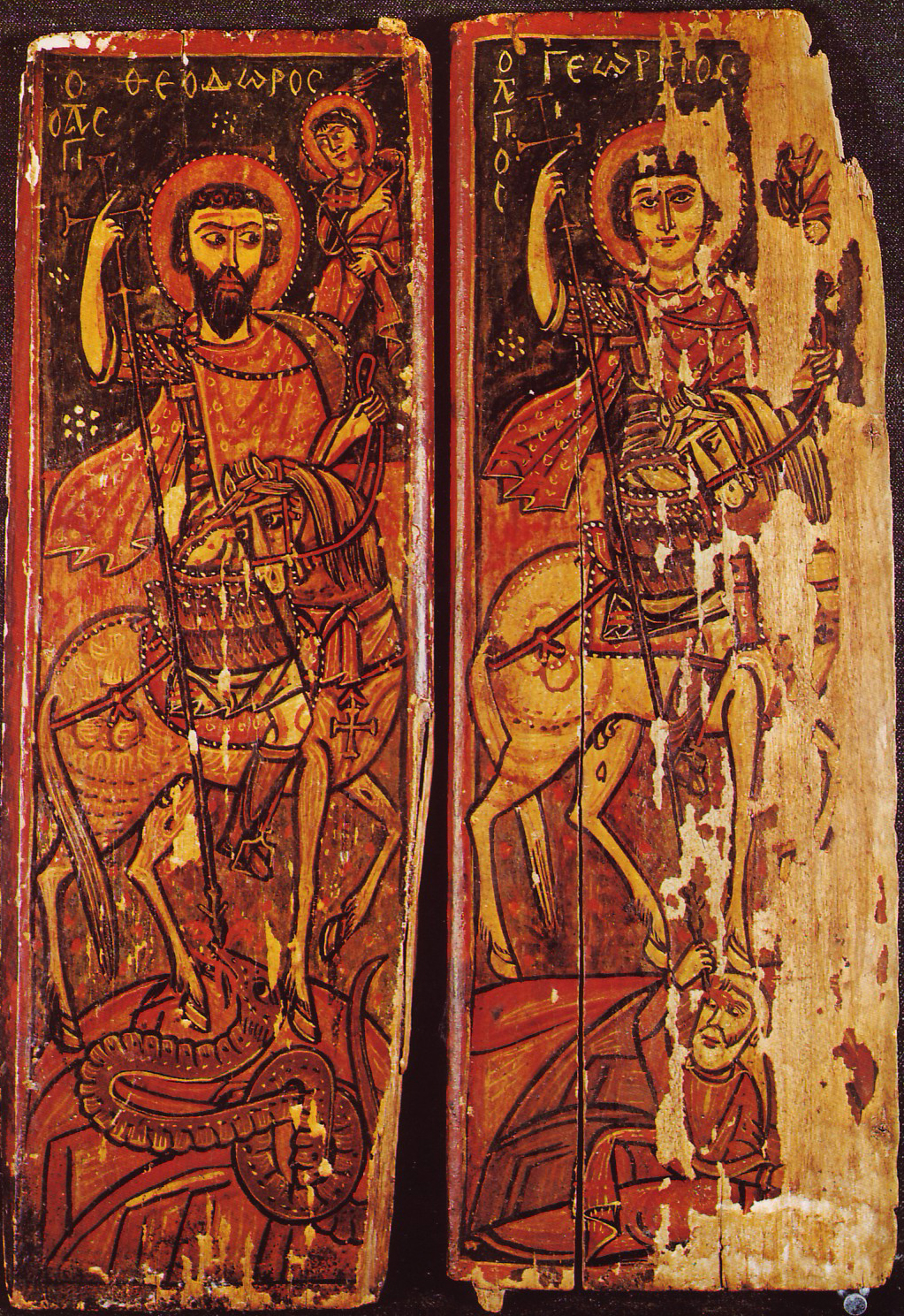
São Teodoro com São Jorge num ícone palestino do século IX/X

A Igreja Ortodoxa e as Igrejas Católicas Orientais de rito bizantino celebram um milagre atribuído a São Teodoro Tiro no primeiro sábado da Grande Quaresma. No final da liturgia pré-santificada na noite de sexta (pois, liturgicamente, o dia começa no pôr-do-sol), um cânone (hino) a São Teodoro, composto por São João Damasceno, é entoado. Os sacerdotes abençoam a kolyva (trigo fervido com mel e passas), que é depois distribuída aos fiéis em comemoração ao milagre.
Conta a lenda que, cinquenta anos depois da morte de São Teodoro, o imperador romano Juliano, o Apóstata (r. 361–363) ordenou que o governador de Constantinopla, na primeira semana da Quaresma, borrifasse todos os suprimentos de comida do mercado com o sangue oferecido aos ídolos pagãos, sabendo que os cristãos estariam famintos depois do penoso jejum da primeira semana. Ele queria forçar os cristãos a comer, sem saber, comida "poluída" (do ponto de vista cristão) por sangue oriundo de idolatria. São Teodoro então teria aparecido num sonho para o arcebispo Eudóxio e ordenou-lhe que informasse a todos os fiéis que nada comprasse no mercado, mas que fervessem o trigo que tinham em casa e o comessem adoçado com mel.